# Velsheda (båt)

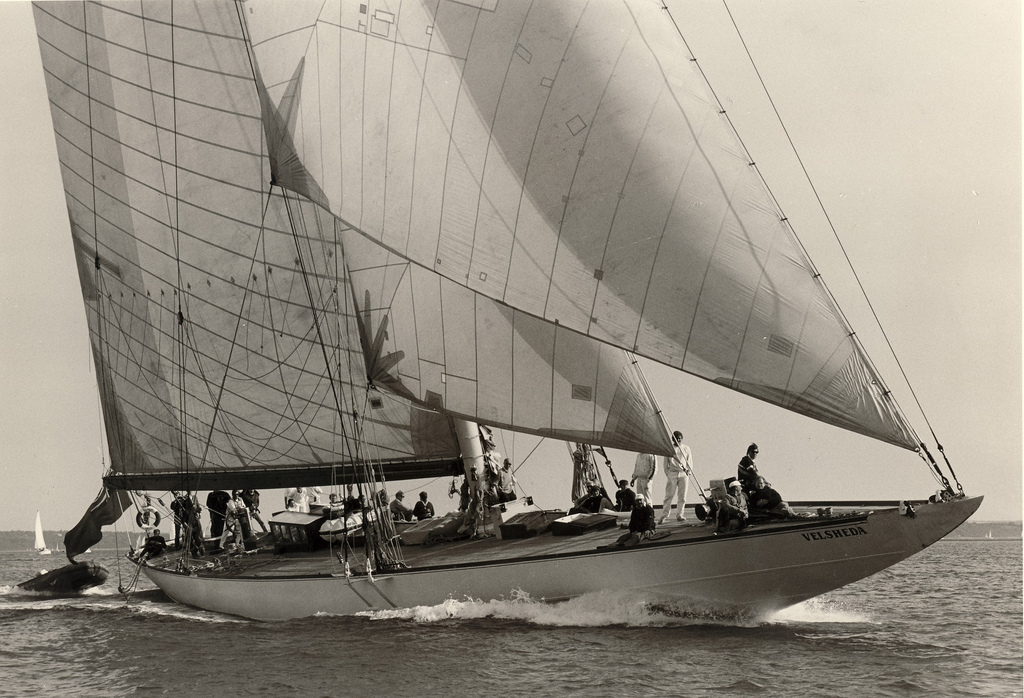
Velsheda under segel

Velsheda är en J-båt byggd 1933. Den är designad av Charles Nicholson och byggd av Camper & Nicholson i Gosport. Velsheda byggdes till affärsmannen W.L. Stevenson och döptes efter dennes tre döttrar, Velma, Sheila och Daphne. Mellan 1933 och 1936 var Velsheda framgångsrik i många tävlingar mot de andra J-båtarna som Britannia, Endeavour och Shamrock. Velsheda togs sedan ur bruk fram till 1980-talet. Efter omfattande ombyggnad sjösattes hon på nytt 1997. Nu ägs båten av den holländska affärsmannen Ronald de Waal.